# Antilia Faculae
Le Antilia Faculae sono una struttura geologica della superficie di Titano.